# Leczenie żywieniowe
Zasugerowano, aby zintegrować ten artykuł z artykułem Żywienie medyczne. Nie opisano powodu propozycji integracji.
Leczenie żywieniowe, żywienie kliniczne (ang. clinical nutrition) – integralna część procesu leczniczego, mająca na celu poprawę i utrzymanie stanu odżywienia, poprawę rokowania i przyspieszenie wyleczenia.
Leczenie żywieniowe (żywienie kliniczne) – jest to postępowanie medyczne obejmujące:
- ocenę stanu odżywienia,
- ocenę zapotrzebowania na składniki odżywcze,
- zalecanie i podawanie odpowiednich ilości białka, energii, elektrolitów, witamin, pierwiastków śladowych i wody drogą przewodu pokarmowego i/lub dożylną,
- monitorowanie stanu klinicznego i zapewnienie optymalnego wykorzystania wybranej drogi odżywiania.[1]

Celem leczenia żywieniowego jest poprawa lub utrzymanie stanu odżywienia osób, które nie mogą pokryć zapotrzebowania na składniki odżywcze dietą tradycyjną.
Leczenie żywieniowe (żywienie kliniczne) obejmuje:
- żywienie doustne przy zastosowaniu żywności specjalnego przeznaczenia medycznego,
- żywienie dojelitowe przy zastosowaniu diet przemysłowych,
- żywienie pozajelitowe, dożylne przy zastosowaniu mieszanin odżywczych.

Wspomaganie żywieniowe – oznacza formę leczenia żywieniowego, w której stosuje się podaż składników odżywczych drogą przewodu pokarmowego przy użyciu diet przemysłowych, u osób które pokrywają mniej niż 60% zapotrzebowania na energię i/lub składniki odżywcze dietą naturalną.
Żywienie dojelitowe (enteralne) – oznacza podaż energii, białka, elektrolitów, witamin, pierwiastków śladowych i wody pod postacią diety przemysłowej do przewodu pokarmowego. Żywienie dojelitowe może być prowadzone drogą doustną, przez zgłębnik albo przetokę odżywczą. W żywieniu dojelitowym stosuje się wyłącznie diety przemysłowe, które umożliwiają podaż zbilansowanej ilości składników odżywczych.
Żywienie pozajelitowe (parenteralne) – oznacza podaż białka, energii (węglowodany, tłuszcze), elektrolitów, witamin, pierwiastków śladowych i wody drogą dożylną w ilościach dostosowanych do zapotrzebowania i stanu metabolicznego pacjenta. Żywienie pozajelitowe niezawierające mikroskładników odżywczych (pierwiastki śladowe i/lub witaminy) albo jednego z makroskładników odżywczych, oznacza niekompletne żywienie pozajelitowe.